# Stanley Buckmaster, 1:e viscount Buckmaster
Stanley Owen Buckmaster, 1:e viscount Buckmaster, född 9 januari 1861, död 5 december 1934, var en engelsk politiker.
Efter studier i Oxford ägnade sig Buckmaster åt advokatverksamhet. Han invaldes 1906 i underhuset som liberal representant (först för Cambridge, och 1911-14 för Yorkshire) och blev 1913 solicitor general i Herbert Henry Asquiths ministär. Han fungerade 1915–1916 som lordkansler.